# Hacken Lee
Hacken Lee Hak Kan (nacido el 6 de diciembre de 1967) es un galardonado cantante, compositor, actor, maestro de ceremonias y director de la asociación de fútbol deportivo de Hong Kong.

## Carrera
Su trayectoria artística de inició en la década de los años 80, aproximadamente en 1986. 

## Filmografía[1][2]
- Teenage No More (不再少年時; 1988, TVB)
- Two of a Kind (淘氣雙子星; 1989, TVB)
- 1990 TVB 同居三人組
- 1991 TVB 浪族闊少爺
- Fruit Bowl (1991)
- Angel's Call (他來自天堂; 1992, TVB)
- 1992 TVB 暑期玩到盡
- 1992 TVB 叻人新世紀
- 1992 TVB 龍影俠
- No More Love, No More Death (1993)
- 1994 TVB 叻人新世紀PART II
- 1994 TVB 鐵膽梁寬
- 1996 TVB 奧運群英至激鬥
- 1997 TVB 師奶強人
- World Cup 1998 (1998世界盃; TVB)
- 1999 RTHK I.T.檔案
- Jade Solid Gold (勁歌金曲; 1999, TVB)
- Street Fighters (廟街.媽.兄弟; 2000, TVB)
- 2001 TVB 好客香港滿fun
- Comic King (2001)
- 2002 TVB 香港做得到
- 2002 TVB 世界盃升級戰線
- Legal Entanglement (法網伊人; 2002, TVB)
- 2004 TVB 富豪花園音樂特輯
- Six Strong Guys (2004)
- 2005 TVB 香港小姐競選決賽
- Minutes to Fame (殘酷一丁; 2005, TVB)
- We Are Family (我爱医家人; 2006)
- 2006 TVB 世界盃
- The Lady Iron Chef (美女食神; 2007)
- Wonder Women (2007)

### Programas de variedades
| Año  | Programa                           | Notas    |
| ---- | ---------------------------------- | -------- |
| 2016 | Happy Camp                         | invitado |
| 2012 | Day Day Up (Tian Tian Xiang Shang) | invitado |

## Discografía

### Álbumes
- 1986 - 李克勤(EP)
- 1987 - 命運符號
- 1988 - 夏日之神話
- 1989 - 此情此境
- 1989 - Purple Dream
- 1990 - 一千零一夜
- 1990 - Love
- 1991 - 破曉時份
- 1991 - 雨中街頭劇
- 1992 - 只想您會意
- 1992 - 紅日
- 1993 - 一生想您
- 1993 - Album
- 1994 - 再見'93 紀念版
- 1994 - 希望
- 1994 - 一生何求(國語)
- 1994 - 就是情歌
- 1995 - 不懂溫柔(國語)
- 1995 - Reborn
- 1995 - Hackenation
- 1996 - 當找到你
- 1996 - 尋最
- 1997 - 情牢(國語)
- 1997 - 在克勤身邊
- 1999 - 一年半載
- 2000 - 再一次想你
- 2001 - 港樂．克勤 Live
- 2001 - 飛花
- 2002 - 大樂隊
- 2002 - 情情塔塔演唱會
- 2002 - 大派對
- 2002 - 愛不釋手
- 2003 - 左麟右李演唱會
- 2003 - Ever Last
- 2003 - Custom Made
- 2004 - 左麟右李04開心演唱會
- 2004 - Smart I.D.
- 2004 - 空中飛人
- 2004 - 李克勤x容祖兒壓軸拉闊音樂會
- 2005 - 愛可以問誰(國語)
- 2005 - 李克勤演奏廳
- 2006 - 李克勤得心應手演唱會
- 2006 - 我著十號
- 2006 - 李克勤演奏廳II
- 2007 - My Cup of Tea
- 2007- Hacken Lee No.1 Hits
- 2008 - 你的克勤演奏廳演唱會
- 2009 - Today Special
- 2009 - 左麟右李演唱會2009
- 2009 - Threesome
- 2010 - 罪人